# Bondville (Califórnia)
Bondville é um antigo assentamento que está localizado no Condado de Mariposa, n Califórnia. Ele está localizado na margem sul do Rio Merced a leste de Benton Mills.